# 親にはナイショ
『親にはナイショ』（おやにはナイショ）は、相原実貴による日本の漫画作品。『別冊少女コミック』（小学館）にて、1994年3月号から連載された。

## あらすじ
優秀な姉と弟の間に生まれた、唯一平凡な街子。母親の気を引きたくて苦心していた街子。父親の海外赴任が決まり、母親は父に付いていき、街子は家の留守を任される。だが、優秀だった姉の妊娠が発覚、全寮制の学校に通っていた弟が理由も言わず突然家へ帰って来るなど、街子の悩みは尽きることがない。さらに、弟から「好きだ」と告白される。

## 登場人物
森高 街子（もりたか まちこ）
女子高生。容姿も頭脳も平凡。
森高 月子（もりたか つきこ）
大学生。妻子ある男性の子を妊娠。
森高 葵（もりたか あおい）
全寮制の学校に通っていた。ずっと街子のことが好きだった。
柴田 南（しばた みなみ）
街子のクラスメイト。
辻堂 理沙（つじどう りさ）
街子のクラスメイト。
桜庭 真悟（さくらば しんご）
葵のクラスメイト。

## 書誌情報
- 相原実貴『親にはナイショ』小学館〈別コミフラワーコミックス〉、全2巻
  1. 1994年7月発売、ISBN 4-09-136091-2
  2. 1994年10月発売、ISBN 4-09-136092-0
- 相原実貴『親にはナイショ〔新装版〕』小学館〈Betsucomiフラワーコミックス〉、全2巻[1][2]
  1. 2003年10月発売、ISBN 4-09-131737-5
  2. 2003年11月発売、ISBN 4-09-131738-3